# Jimmy Carmichael
James Carmichael, plus connu sous le nom de Jimmy Carmichael (né le 14 décembre 1894 à Bridgeton, quartier de Glasgow en Écosse, et mort en 1967), est un joueur de football écossais qui évoluait au poste d'attaquant.

## Palmarès
Grimsby Town
- Championnat d'Angleterre D3 (1) :
  - Champion : 1925-26 (Nord).
  - Meilleur buteur : 1921-22 (37 buts) et 1922-23 (23 buts).